# 1417
1417 (MCDXVII) a fost un an comun al calendarului iulian, care a început într-o zi de vineri.

## Evenimente
- Anexarea Dobrogei și a cetăților Turnu și Giurgiu la Imperiul Otoman.

## Nașteri
- 23 februarie: Papa Paul al II-lea  (d. 1471)
- 24 septembrie: Sejo de Joseon  (d. 1468)
- 19 iunie: Sigismondo Pandolfo Malatesta  (d. 1468)

## Decese
- 5 aprilie: Jean, Delfin al Franței, 18 ani (n. 1398)
- 29 aprilie: Ludovic al II-lea de Anjou, 39 ani, duce de Anjou, rege al Neapolelui (n. 1377)

- 18 octombrie: Papa Grigore al XII-lea (n. Angelo Correr), 81 ani (n. 1335)